# Babar e le avventure di Badou
Babar e le avventure di Badou (Babar: Les Aventures de Badou) è un cartone animato francese-canadese-statunitense prodotta da Nelvana Limited, TeamTO e Disney Junior Originals tra il 2010 e il 2016. La serie debuttò in Australia su ABC TV il 6 settembre 2010, mentre negli Stati Uniti il 14 febbraio 2011 su Disney Junior.
Rielaborato in chiave moderna, racconta le avventure di Badou, il principe ereditario di Celestopoli, insieme ai suoi amici Munroe, Chiku, Zawadi e Jake. La voce di Babar, come nella serie originale, è di Romano Malaspina.
Questa serie è il sequel della serie Re Babar e dell'omonimo remake del 2000.

## Personaggi
- Badou, chiamato anche Bu dai suoi amici, è un elefantino di 10 anni ed è l'eroe principale delle vicende.
- Re Babar, è un elefante, il sovrano di Celestopoli e nonno di Badou.
- Chiku, è una scimmietta di 10 anni che appare in quasi tutte le puntate, è un'amica di Badou.
- Jake, è una volpe di 10 anni ed è amico di Badou.
- Zawadi, una zebra di 10 anni amica di Badou e degli altri.
- Monroe, ha  10 anni ed è un amico di Badou e degli altri.
- Dilash
- Tersh
- Cornelius
- Coccodrillus
- Miss Struzz, è l'insegnante di Badou e i suoi amici, è uno struzzo.
- Regina Celeste è la moglie di Babar e nonna di Badou
- Galoppo
- Rudy, un rinoceronte di 9 anni, non appare molto spesso nelle puntate.
- Lulu, è la cuginetta di Badou, ha 4 anni.
- Lady Rataxis
- Lord Rataxis
- Sleek
- Pom è il figlio di Babar e il padre di Badou

## Lista episodi

### 1ª stagione
| nº  | Titolo italiano                           |
| --- | ----------------------------------------- |
| 1a  | Trappola per spie                         |
| 1b  | Starnutillo                               |
| 2a  | Tutu Badou                                |
| 2b  | Il giardino segreto                       |
| 3a  | La festa dei ricordi                      |
| 3b  | Insaponati!                               |
| 4a  | Squillo di Tuono                          |
| 4b  | La piccola banda marciante di Celestopoli |
| 5a  | Liberi nel vento                          |
| 5b  | Accampamento                              |
| 6a  | Gatto-copia                               |
| 6b  | Eroepotamus                               |
| 7a  | Arriva Lulu                               |
| 7b  | Zuppa di cioccolato e banana              |
| 8a  | Aculeator                                 |
| 8b  | Tartufi prelibati                         |
| 9a  | Battaglia di aquiloni                     |
| 9b  | Sfrecciadirigibile                        |
| 10a | Vita selvaggia                            |
| 10b | Operazione valigia segreta                |
| 11a | Jake e il Grande Libro                    |
| 11b | La pietra magica di Zanna Nera            |
| 12a | La chiave                                 |
| 12b | Una grotta affollata                      |
| 13a | Scimmiacampeggio                          |
| 13b | Un brutto salto                           |
| 14a | Il coraggioso                             |
| 14b | Miss Struzz la stella!                    |
| 15a | Bob                                       |
| 15b | I cattivi                                 |
| 16a | Potere dei fiori                          |
| 16b | Hee Honk                                  |
| 17a | Il caso di Rinorubino                     |
| 17b | Andi Dandy                                |
| 18a | Volapicchia                               |
| 18b | Il ballo della banana                     |
| 19a | La giornata del buon vicinato             |
| 19b | Incastrati nella savana                   |
| 20a | Giochi e disastri                         |
| 20b | Il ritratto reale                         |
| 21a | Ladri di cocco                            |
| 21b | Eroepotamo                                |
| 22a | L'uovo di dinosauro                       |
| 22b | Il furto della pietra                     |
| 23a | Una corsa nel passato                     |
| 23b | Caccia al tesoro                          |
| 24a | Il giorno di Jake                         |
| 24b | Una guardia spinosa                       |
| 25a | I pirati delle alghe                      |
| 25b | Non scherzo!                              |
| 26a | Luna, stelle, sole                        |
| 26b | Le miniere d'oro di Gaxx                  |